# Stordabroen
59°44′52″N 005°24′10″Ø / 59.74778°N 5.40278°Ø
Stordabrua er en hængebro i Vestland, Norge. Broen spænder over Digernessundet, mellem Digernesklubben på Stord og øen Føyno. 
Broen er 1076 meter lang med et hovedspænd på 677 meter. Brotårnene er 97 meter over vandet og gennemsejlingshøjden er 18 meter. Stordabroen er en del af Trekantsambandet og er en del af Europavej 39. Broen blev åbnet den 27. december 2000.